# Reik, en vivo desde el Auditorio Nacional
Reik, en vivo desde el Auditorio Nacional es el nombre del segundo álbum en vivo de la banda mexicana Reik. Fue lanzado al mercado el 2 de abril de 2013. Fue grabado en noviembre de 2012 en el concierto otorgado por la banda en el Auditorio Nacional de la Ciudad de México.
El 18 de febrero de 2013 se lanzó el primer sencillo del álbum titulado «Con la cara en alto». El video musical se estrenó el 4 de marzo de 2013, fue producido por Gustavo Garzón y filmado en el Ajusco y en la Ciudad de México.

## Promoción

### Sencillos
El primer sencillo del álbum fue «Con la cara en alto», fue lanzado a la venta la versión chelo, a través de descarga digital, el 18 de febrero de 2013. El 18 de febrero de 2013 se lanzó la versión estudio del sencillo. El tema fue compuesto por Julio Ramírez y Leonel García. El sencillo alcanzó el tercer puesto en la lista pop de Monitor Latino. El video musical fue filmado en diciembre de 2012 y producido por Gustavo Garzón. Fue grabado en Ajusco y los alrededores de la Ciudad de México. Fue estrenado el 25 de febrero de 2013 en la cuenta VEVO de la banda mexicana. El 4 de marzo de 2013 se lanzó a la venta a través de descarga digital el video musical.

## Lista de canciones
- Edición 2CD+DVD / BD+2CD

| Reik en vivo desde el Auditorio Nacional - CD1 | |          |  |
| N.º                                            | Título                                                                                               | Duración |  |
| 1.                                             | «Intro»                                                                                              | 1:43     |  |
| 2.                                             | «Peligro»                                                                                            | 3:42     |  |
| 3.                                             | «Inolvidable»                                                                                        | 3:47     |  |
| 4.                                             | «A ciegas»                                                                                           | 3:45     |  |
| 5.                                             | «Déjate llevar»                                                                                      | 3:23     |  |
| 6.                                             | «No desaparecerá»                                                                                    | 4:00     |  |
| 7.                                             | «De que sirve»                                                                                       | 3:43     |  |
| 8.                                             | «Noviembre sin ti»                                                                                   | 4:12     |  |
| 9.                                             | «Medley Reik (Cada Mañana/Quien Decide es el Amor/Levemente/Ahora Sin Ti/Cuando Estás Conmigo/Niña)» | 12:26    |  |
| 10.                                            | «Creo en ti»                                                                                         | 3:04     |  |
| 11.                                            | «Vuelve»                                                                                             | 2:56     |  |

| Reik en vivo desde el Auditorio Nacional - CD2 |                                         |          |  |
| N.º                                            | Título                                  | Duración |  |
| 1.                                             | «Con la cara en alto»                   | 3:37     |  |
| 2.                                             | «Fui»                                   | 4:11     |  |
| 3.                                             | «Tu mirada»                             | 3:28     |  |
| 4.                                             | «Me duele amarte»                       | 3:21     |  |
| 5.                                             | «¿De qué me sirve la vida?» (con Samo)  | 4:17     |  |
| 6.                                             | «Te fuiste de aquí»                     | 3:46     |  |
| 7.                                             | «Sabes»                                 | 4:34     |  |
| 8.                                             | «Invierno»                              | 3:44     |  |
| 9.                                             | «Yo quisiera»                           | 3:46     |  |
| 10.                                            | «Que vida la mía»                       | 3:45     |  |
| 11.                                            | «Con la cara en alto» (Versión estudio) | 3:43     |  |
| 12.                                            | «Con la cara en alto»                   | 3:48     |  |

- Edición física DVD+CD

| Reik en vivo desde el Auditorio Nacional - CD |                                                |          |  |
| N.º                                           | Título                                         | Duración |  |
| 1.                                            | «Peligro»                                      | 3:42     |  |
| 2.                                            | «Inolvidable»                                  | 3:47     |  |
| 3.                                            | «Noviembre sin ti»                             | 4:12     |  |
| 4.                                            | «Con la cara en alto» (Versión Sudamérica)     | 3:32     |  |
| 5.                                            | «Fui»                                          | 4:11     |  |
| 6.                                            | «Tu mirada»                                    | 3:28     |  |
| 7.                                            | «Creo en ti»                                   | 3:01     |  |
| 8.                                            | «Me duele amarte»                              | 3:21     |  |
| 9.                                            | «¿De qué me sirve la vida?» (A dueto con Samo) | 4:16     |  |
| 10.                                           | «Sabes»                                        | 4:33     |  |
| 11.                                           | «Invierno»                                     | 3:44     |  |
| 12.                                           | «Yo quisiera»                                  | 3:46     |  |
| 13.                                           | «Que vida la mía»                              | 3:12     |  |
| 14.                                           | «Te fuiste de aquí»                            | 3:46     |  |
| 15.                                           | «Con la cara en alto» (Versión estudio)        | 3:46     |  |

| Reik en vivo desde el Auditorio Nacional - DVD |                                        |          |  |
| N.º                                            | Título                                 | Duración |  |
| 1.                                             | «Intro»                                | 1:43     |  |
| 2.                                             | «Peligro»                              | 3:42     |  |
| 3.                                             | «Inolvidable»                          | 3:47     |  |
| 4.                                             | «A ciegas»                             | 3:45     |  |
| 5.                                             | «Déjate llevar»                        | 3:23     |  |
| 6.                                             | «No desaparecerá»                      | 4:00     |  |
| 7.                                             | «De que sirve»                         | 3:43     |  |
| 8.                                             | «Noviembre sin ti»                     | 4:12     |  |
| 9.                                             | «Medley Reik»                          | 12:26    |  |
| 10.                                            | «Creo en ti»                           | 3:04     |  |
| 11.                                            | «Vuelve»                               | 2:56     |  |
| 12.                                            | «Con la cara en alto»                  | 3:37     |  |
| 13.                                            | «Fui»                                  | 4:11     |  |
| 14.                                            | «Tu mirada»                            | 3:28     |  |
| 15.                                            | «Me duele amarte»                      | 3:21     |  |
| 16.                                            | «¿De qué me sirve la vida?» (con Samo) | 4:17     |  |
| 17.                                            | «Te fuiste de aquí»                    | 3:46     |  |
| 18.                                            | «Sabes»                                | 4:34     |  |
| 19.                                            | «Invierno»                             | 3:44     |  |
| 20.                                            | «Yo quisiera»                          | 3:46     |  |
| 21.                                            | «Que vida la mía»                      | 3:45     |  |

## Charts y certificaciones

### Semanales
| País   | Chart    | Lista         | Mejor posición |
| 2013   | 2013     | 2013          | 2013           |
| ------ | -------- | ------------- | -------------- |
| México | AMPROFON | Top 20 Chart  | 11             |
| México | AMPROFON | Top 100 Chart | 37             |

### Anuales
| País   | Chart    | Lista        | Mejor posición |
| 2013   | 2013     | 2013         | 2013           |
| ------ | -------- | ------------ | -------------- |
| México | AMPROFON | Top 20 Anual | 15             |

### Certificaciones
| País   | Organismo certificador | Certificación | Ventas certificadas | Ref.   |
| ------ | ---------------------- | ------------- | ------------------- | ------ |
| México | AMPROFON               | Platino       | 60,000              | [ 20 ] |